# Can't Stop the Feeling!
"Can't Stop the Feeling!" là một bài hát của nghệ sĩ thu âm người Mỹ Justin Timberlake nằm trong album nhạc phim của bộ phim hoạt hình năm 2016 Trolls mà anh tham gia lồng tiếng và đóng vai trò điều hành sản xuất cho nhạc phim. Nó được phát hành vào ngày 6 tháng 5 năm 2016 như là đĩa đơn đầu tiên và duy nhất trích từ album bởi RCA Records. Bài hát được đồng viết lời và sản xuất bởi Timberlake, Max Martin và Shellback, và đánh dấu sự hợp tác đầu tiên giữa nam ca sĩ với Martin kể từ album phòng thu thứ ba của nhóm nhạc mà anh từng đóng vai trò thành viên NSYNC Celebrity (2001). Được lấy cảm hứng từ bài hát năm 1978 của Earth, Wind & Fire "September", "Can't Stop the Feeling!" là một bản disco-pop và soul-pop kết hợp với những yếu tố từ funk mang nội dung đề cập đến một người đàn ông bị thu hút bởi một cô gái đam mê nhảy múa trên sàn nhảy, cũng như cảm giác hân hoan và hạnh phúc của anh trước cô gái và âm nhạc. Một phiên bản khác xuất hiện trong bộ phim cũng được phát hành, với sự tham gia góp giọng từ dàn diễn viên của Trolls như Anna Kendrick, James Corden, Zooey Deschanel và Gwen Stefani.
Sau khi phát hành, "Can't Stop the Feeling!" nhận được những phản ứng tích cực từ các nhà phê bình âm nhạc, trong đó họ đánh giá cao giai điệu bắt tai và thích hợp với mùa hè sản xuất nó. Ngoài ra, bài hát còn gặt hái nhiều giải thưởng và đề cử tại những lễ trao giải lớn, bao gồm đề cử giải Quả cầu vàng lẫn Oscar cho Bài hát gốc xuất sắc nhất cũng như chiến thắng một giải Grammy cho Bài hát nhạc phim xuất sắc nhất tại lễ trao giải thường niên lần thứ 59. "Can't Stop the Feeling!" cũng tiếp nhận những thành công ngoài sức tưởng tượng về mặt thương mại, đứng đầu các bảng xếp hạng ở Bỉ, Canada, Pháp, Đức, Thụy Điển và Thụy Sĩ, đồng thời lọt vào top 10 ở hầu hết những quốc gia nó xuất hiện, bao gồm vươn đến top 5 ở những thị trường lớn như Úc, Áo, Đan Mạch, Ireland, Hà Lan, New Zealand, Na Uy và Vương quốc Anh. Tại Hoa Kỳ, nó ra mắt ở vị trí số một trên bảng xếp hạng Billboard Hot 100, trở thành bài hát thứ 26 trong lịch sử bảng xếp hạng làm được điều này và giúp Timberlake đạt được đĩa đơn quán quân thứ năm, đồng thời là đĩa đơn bán chạy nhất năm 2016 tại đây.
Video ca nhạc cho "Can't Stop the Feeling!" được đạo diễn bởi Mark Romanek, trong đó bao gồm những cảnh Timberlake nhảy múa ở tất cả những nơi anh đến trong ngày như tiệm giặt ủi, quán ăn, tiệm hớt tóc và một cửa hàng bánh, và mọi người đều cùng nhau nhảy múa với nam ca sĩ ở mỗi điểm dừng. Nó đã thu hút một số lượng lớn những video nhảy múa theo bài hát do người hâm mộ thực hiện sau khi phát hành. Để quảng bá cho "Can't Stop the Feeling!", nam ca sĩ đã trình diễn nó trên một số chương trình truyền hình và lễ trao giải lớn, bao gồm Cuộc thi Bài hát Eurovision năm 2016, giải Oscar lần thứ 89 và Buổi diễn giữa hiệp Super Bowl LII, cũng như trong nhiều chuyến lưu diễn của anh. Kể từ khi phát hành, bài hát đã được hát lại và sử dụng làm nhạc mẫu bởi nhiều nghệ sĩ, như Lady Antebellum, Olly Murs, Hunter Hayes, The Vamps, Tyler Ward và Boyce Avenue, cũng như xuất hiện trong nhiều tác phẩm điện ảnh và truyền hình, bao gồm Coronation Street, EastEnders, Golic and Wingo và Speechless. Tính đến nay, nó đã bán được hơn 10 triệu bản trên toàn cầu, trở thành một trong những đĩa đơn bán chạy nhất mọi thời đại.

## Danh sách bài hát
Tải kĩ thuật số
1. "Can't Stop the Feeling" – 3:56

Đĩa CD và 12"
1. "Can't Stop the Feeling" – 3:56
2. "Can't Stop the Feeling" (không lời) – 3:56

## Thành phần thực hiện
Thành phần thực hiện được trích từ ghi chú của đĩa đơn "Can't Stop the Feeling", RCA Records.
Thu âm
- Lập trình tại MXM Studios và Conway Recording Studios ở Los Angeles, California và MXM Studios ở Stockholm, Thụy Điển
- Thu âm tại Studio Willow-Valley ở Gothenburg, Thụy Điển
- Phối khí tại MixStar Studios ở Virginia Beach, Virginia
- Master tại Sterling Sound Studios ở Thành phố New York

Thành phần
- Justin Timberlake – giọng hát, viết lời, sản xuất, bộ gõ
- Max Martin – viết lời, sản xuất, giọng nền, đàn phím, lập trình
- Shellback – viết lời, sản xuất, trống, bass, giọng nền, đàn phím, lập trình, bộ gõ
- Elliot Ives – guitar
- Wojtek Goral – kèn saxophone, lập trình kèn
- Janne Bierger – kèn trumpet
- Peter "Noos" Johanson – kèn trombone
- Mattias Bylund – kèn, lập trình kèn, thu âm và chỉnh sửa kèn
- Noah "Mailbox" Passovoy – kỹ sư
- Samuel Holland – kỹ sư
- Serban Ghenea – phối khí
- John Hanes – kỹ sư phối khí
- Tom Coyne – master

## Xếp hạng
| Bảng xếp hạng (2016-17)                   | Vị trí cao nhất |
| ----------------------------------------- | --------------- |
| Argentina (Monitor Latino)                | 1               |
| Úc (ARIA)                                 | 3               |
| Áo (Ö3 Austria Top 40)                    | 2               |
| Brazil (Billboard Hot 100 Brasil)         | 1               |
| Bỉ (Ultratop 50 Flanders)                 | 1               |
| Bỉ (Ultratop 50 Wallonia)                 | 1               |
| Canada (Canadian Hot 100)                 | 1               |
| Canada CHR/Top 40 (Billboard)             | 1               |
| Canada Hot AC (Billboard)                 | 1               |
| Cộng hòa Séc (Rádio Top 100)              | 1               |
| Đan Mạch (Tracklisten)                    | 2               |
| Ecuador (National-Report)                 | 1               |
| Châu Âu Digital Song Sales (Billboard)    | 1               |
| Phần Lan (Suomen virallinen latauslista)  | 2               |
| Pháp (SNEP)                               | 1               |
| Đức (Official German Charts)              | 1               |
| Hy Lạp Nhạc số (Billboard)                | 2               |
| Hungary (Rádiós Top 40)                   | 1               |
| Hungary (Single Top 40)                   | 2               |
| Hungary (Dance Top 40)                    | 7               |
| Ireland (IRMA)                            | 3               |
| Israel (Media Forest)                     | 1               |
| Ý (FIMI)                                  | 7               |
| Nhật Bản (Japan Hot 100)                  | 19              |
| Luxembourg Digital Song Sales (Billboard) | 8               |
| Mexico (Monitor Latino)                   | 1               |
| Hà Lan (Dutch Top 40)                     | 1               |
| Hà Lan (Single Top 100)                   | 2               |
| New Zealand (Recorded Music NZ)           | 2               |
| Na Uy (VG-lista)                          | 4               |
| Ba Lan (Polish Airplay Top 100)           | 2               |
| Bồ Đào Nha (AFP)                          | 5               |
| Nga Phát thanh (Tophit)                   | 1               |
| Scotland (OCC)                            | 1               |
| Slovakia (Rádio Top 100)                  | 1               |
| Slovenia (SloTop50)                       | 1               |
| Nam Phi (EMA)                             | 1               |
| Hàn Quốc (Gaon International Singles)     | 4               |
| Tây Ban Nha (PROMUSICAE)                  | 3               |
| Thụy Điển (Sverigetopplistan)             | 1               |
| Thụy Sĩ (Schweizer Hitparade)             | 1               |
| Anh Quốc (OCC)                            | 2               |
| Hoa Kỳ Billboard Hot 100                  | 1               |
| Hoa Kỳ Adult Contemporary (Billboard)     | 1               |
| Hoa Kỳ Adult Pop Airplay (Billboard)      | 1               |
| Hoa Kỳ Dance/Mix Show Airplay (Billboard) | 5               |
| Hoa Kỳ Dance Club Songs (Billboard)       | 1               |
| Hoa Kỳ Pop Airplay (Billboard)            | 1               |
| Hoa Kỳ Rhythmic (Billboard)               | 5               |
| Venezuela Tiếng Anh (Record Report)       | 1               |

| Bảng xếp hạng (2016)                     | Vị trí |
| ---------------------------------------- | ------ |
| Argentina (Monitor Latino)               | 1      |
| Australia (ARIA)                         | 7      |
| Austria (Ö3 Austria Top 40)              | 8      |
| Belgium (Ultratop Flanders)              | 1      |
| Belgium (Ultratop Wallonia)              | 7      |
| Brazil (Billboard Brasil Hot 100)        | 22     |
| Canada (Canadian Hot 100)                | 14     |
| Colombia English (National-Report)       | 9      |
| Denmark (Tracklisten)                    | 6      |
| France (SNEP)                            | 4      |
| Germany (Official German Charts)         | 10     |
| Hungary (Rádiós Top 40)                  | 3      |
| Hungary (Single Top 40)                  | 5      |
| Hungary (Dance Top 40)                   | 23     |
| Israel (Media Forest)                    | 3      |
| Italy (FIMI)                             | 19     |
| Japan (Japan Hot 100)                    | 98     |
| Netherlands (Dutch Top 40)               | 5      |
| Netherlands (Single Top 100)             | 9      |
| New Zealand (Recorded Music NZ)          | 14     |
| Poland (ZPAV)                            | 17     |
| Romania (Romanian Chart Top 100)         | 31     |
| Russia Airplay (Tophit)                  | 35     |
| South Korea (Gaon International Singles) | 32     |
| Spain (PROMUSICAE)                       | 24     |
| Sweden (Sverigetopplistan)               | 4      |
| Switzerland (Schweizer Hitparade)        | 12     |
| UK Singles (Official Charts Company)     | 10     |
| US Billboard Hot 100                     | 9      |
| US Adult Contemporary (Billboard)        | 8      |
| US Adult Top 40 (Billboard)              | 1      |
| US Dance/Mix Show Airplay (Billboard)    | 21     |
| US Dance Club Songs (Billboard)          | 9      |
| US Pop Songs (Billboard)                 | 10     |
| US Rhythmic (Billboard)                  | 41     |
| Bảng xếp hạng (2017)                     | Vị trí |
| Argentina (Monitor Latino)               | 11     |
| Australia (ARIA)                         | 71     |
| Belgium (Ultratop 50 Flanders)           | 84     |
| Canada (Canadian Hot 100)                | 50     |
| Denmark (Tracklisten)                    | 92     |
| France (SNEP)                            | 130    |
| Hungary (Rádiós Top 40)                  | 27     |
| Hungary (Single Top 40)                  | 28     |
| Hungary (Dance Top 40)                   | 28     |
| Israel (Media Forest)                    | 16     |
| Poland (ZPAV)                            | 86     |
| South Korea (Gaon International Singles) | 60     |
| Sweden (Sverigetopplistan)               | 95     |
| Switzerland (Schweizer Hitparade)        | 64     |
| UK Singles (Official Charts Company)     | 83     |
| US Billboard Hot 100                     | 49     |
| US Adult Contemporary (Billboard)        | 6      |
| Bảng xếp hạng (2018)                     | Vị trí |
| Argentina (Monitor Latino)               | 67     |

| Bảng xếp hạng                        | Vị trí |
| ------------------------------------ | ------ |
| UK Singles (Official Charts Company) | 85     |
| US Billboard Hot 100                 | 560    |

## Chứng nhận
| Quốc gia | Chứng nhận   | Số đơn vị/doanh số chứng nhận |
| --- | ------------ | ----------------------------- |
| Úc (ARIA) | 10× Bạch kim | 700.000‡                      |
| Áo (IFPI Áo) | Bạch kim     | 30.000‡                       |
| Bỉ (BEA) | 4× Bạch kim  | 80.000‡                       |
| Brasil (Pro-Música Brasil) | Kim cương    | 250.000‡                      |
| Canada (Music Canada) | 6× Bạch kim  | 0*                            |
| Đan Mạch (IFPI Đan Mạch) | 3× Bạch kim  | 270.000‡                      |
| Pháp (SNEP) | Kim cương    | 233.333‡                      |
| Đức (BVMI) | 3× Vàng      | 450.000‡                      |
| Ý (FIMI) | 5× Bạch kim  | 250.000‡                      |
| México (AMPROFON) | 2× Bạch kim  | 120.000*                      |
| New Zealand (RMNZ) | 2× Bạch kim  | 30.000*                       |
| Ba Lan (ZPAV) | Kim cương    | 100.000‡                      |
| Hàn Quốc (Gaon Chart) | None         | 454,922                       |
| Tây Ban Nha (PROMUSICAE) | 3× Bạch kim  | 120.000‡                      |
| Thụy Điển (GLF) | 7× Bạch kim  | 140.000‡                      |
| Thụy Sĩ (IFPI) | 2× Bạch kim  | 60.000‡                       |
| Anh Quốc (BPI) | 3× Bạch kim  | 1.800.000‡                    |
| Hoa Kỳ (RIAA) | 4× Bạch kim  | 4.000.000‡                    |
| * Chứng nhận dựa theo doanh số tiêu thụ. ^ Chứng nhận dựa theo doanh số nhập hàng. ‡ Chứng nhận dựa theo doanh số tiêu thụ và phát trực tuyến. |              |                               |